# Grand Prix Maďarska 2021
Grand Prix Maďarska 2021 (oficiálně Formula 1 Rolex Magyar Nagydíj 2021) se jela na okruhu Hungaroring v Mogyoródo v Maďarsku dne 1. srpna 2021. Závod byl jedenáctým v pořadí v sezóně 2021 šampionátu Formule 1.

## Kvalifikace
| Poř.                       | No. | Jezdec             | Konstruktér               | Časy v kvalifikaci | Časy v kvalifikaci | Časy v kvalifikaci | Pořadí na startu |
| Poř.                       | No. | Jezdec             | Konstruktér               | Q1                 | Q2                 | Q3                 | Pořadí na startu |
| -------------------------- | --- | ------------------ | ------------------------- | ------------------ | ------------------ | ------------------ | ---------------- |
| 1                          | 44  | Lewis Hamilton     | Mercedes                  | 1:16.424           | 1:16.553           | 1:15.419           | 1                |
| 2                          | 77  | Valtteri Bottas    | Mercedes                  | 1:16.569           | 1:16.702           | 1:15.734           | 2                |
| 3                          | 33  | Max Verstappen     | Red Bull Racing-Honda     | 1:16.214           | 1:15.650           | 1:15.840           | 3                |
| 4                          | 11  | Sergio Pérez       | Red Bull Racing-Honda     | 1:17.233           | 1:16.443           | 1:16.421           | 4                |
| 5                          | 10  | Pierre Gasly       | AlphaTauri-Honda          | 1:16.874           | 1:16.394           | 1:16.483           | 5                |
| 6                          | 4   | Lando Norris       | McLaren-Mercedes          | 1:17.081           | 1:16.385           | 1:16.489           | 6                |
| 7                          | 16  | Charles Leclerc    | Ferrari                   | 1:17.084           | 1:16.574           | 1:16.496           | 7                |
| 8                          | 31  | Esteban Ocon       | Alpine-Renault            | 1:17.367           | 1:16.766           | 1:16.653           | 8                |
| 9                          | 14  | Fernando Alonso    | Alpine-Renault            | 1:17.123           | 1:16.541           | 1:16.715           | 9                |
| 10                         | 5   | Sebastian Vettel   | Aston Martin-Mercedes     | 1:17.105           | 1:16.794           | 1:16.750           | 10               |
| 11                         | 3   | Daniel Ricciardo   | McLaren-Mercedes          | 1:17.664           | 1:16.871           |                    | 11               |
| 12                         | 18  | Lance Stroll       | Aston Martin-Mercedes     | 1:17.038           | 1:16.893           |                    | 12               |
| 13                         | 7   | Kimi Räikkönen     | Alfa Romeo Racing-Ferrari | 1:17.553           | 1:17.564           |                    | 13               |
| 14                         | 99  | Antonio Giovinazzi | Alfa Romeo Racing-Ferrari | 1:17.776           | 1:17.583           |                    | 14               |
| 15                         | 55  | Carlos Sainz Jr.   | Ferrari                   | 1:16.649           | Bez času           |                    | 15               |
| 16                         | 22  | Júki Cunoda        | AlphaTauri-Honda          | 1:17.919           |                    |                    | 16               |
| 17                         | 63  | George Russell     | Williams-Mercedes         | 1:17.944           |                    |                    | 17               |
| 18                         | 6   | Nicholas Latifi    | Williams-Mercedes         | 1:18.036           |                    |                    | 18               |
| 19                         | 9   | Nikita Mazepin     | Haas-Ferrari              | 1:18.922           |                    |                    | 19               |
| 107% času vítěze: 1:21.548 |     |                    |                           |                    |                    |                    |                  |
| —                          | 47  | Mick Schumacher    | Haas-Ferrari              | Bez času           |                    |                    | 20               |
| Zdroj:                     |     |                    |                           |                    |                    |                    |                  |

Poznámky
1. ↑  Mick Schumacher nenastoupil do kvalifikace kvůli nehodě, kterou měl ve třetím tréninku. Start mu byl povolen sportovními komisaři. Zároveň obdržel trest posunu o 5 míst vzad za neplánovanou výměnu převodovky.

## Závod
| Poř.                                                                      | No. | Jezdec             | Konstruktér               | Počet kol | Čas/Odstoupení      | Pořadí na startu | Body |
| ------------------------------------------------------------------------- | --- | ------------------ | ------------------------- | --------- | ------------------- | ---------------- | ---- |
| 1                                                                         | 31  | Esteban Ocon       | Alpine-Renault            | 70        | 2:04:43.199         | 8                | 25   |
| 2                                                                         | 44  | Lewis Hamilton     | Mercedes                  | 70        | +2.736              | 1                | 18   |
| 3                                                                         | 55  | Carlos Sainz Jr.   | Ferrari                   | 70        | +15.018             | 15               | 15   |
| 4                                                                         | 14  | Fernando Alonso    | Alpine-Renault            | 70        | +15.651             | 9                | 12   |
| 5                                                                         | 10  | Pierre Gasly       | AlphaTauri-Honda          | 70        | +1:03.614           | 5                | 11   |
| 6                                                                         | 22  | Júki Cunoda        | AlphaTauri-Honda          | 70        | +1:15.803           | 16               | 8    |
| 7                                                                         | 6   | Nicholas Latifi    | Williams-Mercedes         | 70        | +1:17.910           | 18               | 6    |
| 8                                                                         | 63  | George Russell     | Williams-Mercedes         | 70        | +1:19.094           | 17               | 4    |
| 9                                                                         | 33  | Max Verstappen     | Red Bull Racing-Honda     | 70        | +1:20.244           | 3                | 2    |
| 10                                                                        | 7   | Kimi Räikkönen     | Alfa Romeo Racing-Ferrari | 69        | +1 kolo             | 13               | 1    |
| 11                                                                        | 3   | Daniel Ricciardo   | McLaren-Mercedes          | 69        | +1 kolo             | 11               |      |
| 12                                                                        | 47  | Mick Schumacher    | Haas-Ferrari              | 69        | +1 kolo             | 20               |      |
| 13                                                                        | 99  | Antonio Giovinazzi | Alfa Romeo Racing-Ferrari | 69        | +1 kolo             | BOX              |      |
| Ret                                                                       | 9   | Nikita Mazepin     | Haas-Ferrari              | 3         | Kolize              | 19               |      |
| Ret                                                                       | 4   | Lando Norris       | McLaren-Mercedes          | 2         | Poškození po kolizi | 6                |      |
| Ret                                                                       | 77  | Valtteri Bottas    | Mercedes                  | 0         | Kolize              | 2                |      |
| Ret                                                                       | 11  | Sergio Pérez       | Red Bull Racing-Honda     | 0         | Kolize              | 4                |      |
| Ret                                                                       | 16  | Charles Leclerc    | Ferrari                   | 0         | Kolize              | 7                |      |
| Ret                                                                       | 18  | Lance Stroll       | Aston Martin-Mercedes     | 0         | Kolize              | 12               |      |
| DSQ                                                                       | 5   | Sebastian Vettel   | Aston Martin-Mercedes     | 70        | Vzorek paliva       | 10               |      |
| Nejrychlejší kolo: Pierre Gasly (AlphaTauri-Honda) – 1:18.394 (v kole 70) |     |                    |                           |           |                     |                  |      |
| Zdroj:                                                                    |     |                    |                           |           |                     |                  |      |

Poznámky
1. ↑  Pierre Gasly získal jeden bod za zajetí nejrychlejšího kola.
2. ↑  Antonio Giovinazzi startoval z boxové uličky, jelikož zajel na konci zaváděcího kola pro výměnu pneumatik.
3. ↑  Sebastian Vettel skončil v závodě druhý, ale později byl diskvalifikován, jelikož v jeho voze nebylo, po skončení závodu, dostatečné množství paliva.

## Průběžné pořadí po závodě
Pohár jezdců
|        | Pořadí | Jezdec          | Body |
| ------ | ------ | --------------- | ---- |
| 1      | 1      | Lewis Hamilton  | 195  |
| 1      | 2      | Max Verstappen  | 187  |
|        | 3      | Lando Norris    | 113  |
|        | 4      | Valtteri Bottas | 108  |
|        | 5      | Sergio Pérez    | 104  |
| Zdroj: |        |                 |      |

Pohár konstruktérů
|        | Pořadí | Konstruktér      | Body |
| ------ | ------ | ---------------- | ---- |
| 1      | 1      | Mercedes         | 303  |
| 1      | 2      | Red Bull-Honda   | 291  |
| 1      | 3      | Ferrari          | 163  |
| 1      | 4      | McLaren–Mercedes | 163  |
| 2      | 5      | Alpine–Renault   | 77   |
| Zdroj: |        |                  |      |